# Hylarana moluccana
Hylarana moluccana är en groddjursart som först beskrevs av Oskar Boettger 1895.  Hylarana moluccana ingår i släktet Hylarana och familjen egentliga grodor. IUCN kategoriserar arten globalt som livskraftig. Inga underarter finns listade i Catalogue of Life.